# Saxifraga yaluzangbuensis
Saxifraga yaluzangbuensis är en stenbräckeväxtart som beskrevs av J. T. Pan. Saxifraga yaluzangbuensis ingår i Bräckesläktet som ingår i familjen stenbräckeväxter. Inga underarter finns listade i Catalogue of Life.